# Bittacus nebulosus
Bittacus nebulosus är en näbbsländeart som beskrevs av Johann Christoph Friedrich Klug 1838. Bittacus nebulosus ingår i släktet Bittacus och familjen styltsländor. Inga underarter finns listade i Catalogue of Life.